# Witstaartniltava
De witstaartniltava (Leucoptilon concretum synoniem: Cyornis concretus) is een zangvogel uit de familie Muscicapidae (vliegenvangers).

## Taxonomie
De vogel werd in 1835 door de Duitse zoöloog Salomon Müller, in dienst van het Nationaal Natuurhistorisch Museum van Leiden, als Muscicapa concreta geldig beschreven. Later werd de soort in het geslacht Cyornis geplaatst. Op grond van in 2021 gepubliceerd DNA-onderzoek werd de soort in 2022 op de IOC World Bird List in een apart daarvoor ingesteld monotypisch geslacht Leucoptilon geplaatst. 

## Kenmerken
De vogel is 18 tot 19 cm lang. Het mannetje s helderblauw, van boven donkerblauw, van onder iets lichter, geleidelijk overgaand in wit op de buik. Het vrouwtje is grijsbruin van boven, lichter grijsbruin van onder met halve maanvormige lichte vlek op de keel. Beide seksen hebben als opvallend kenmerk witte buitenste staartpenen.

## Leefgebieden en status
Het is een vogel van bosranden en terreinen met struikgewas. Hoewel de populatie-aantallen geleidelijk dalen, voldoet de vogel niet aan criteria voor gevoelig of kwetsbaar op de Rode Lijst van de IUCN en geldt daarom als niet bedreigd.

## Verspreiding en leefgebied
Deze soort telt 3 ondersoorten:
- L. c. cyaneus: van noordoostelijk India tot noordelijk Indochina en zuidelijk Thailand.
- L. c. concretus: West-Maleisië en Sumatra.
- L. c. everetti: Borneo.